# Ганерау-Гадемаршен
Ганерау-Гадемаршен (нім. Hanerau-Hademarschen) — громада в Німеччині, розташована в землі Шлезвіг-Гольштейн. Входить до складу району Рендсбург-Екернферде. Складова частина об'єднання громад Міттельгольштайн.
Площа — 14,63 км2. Населення становить 3012 ос. (станом на 31 грудня 2020).

## Галерея

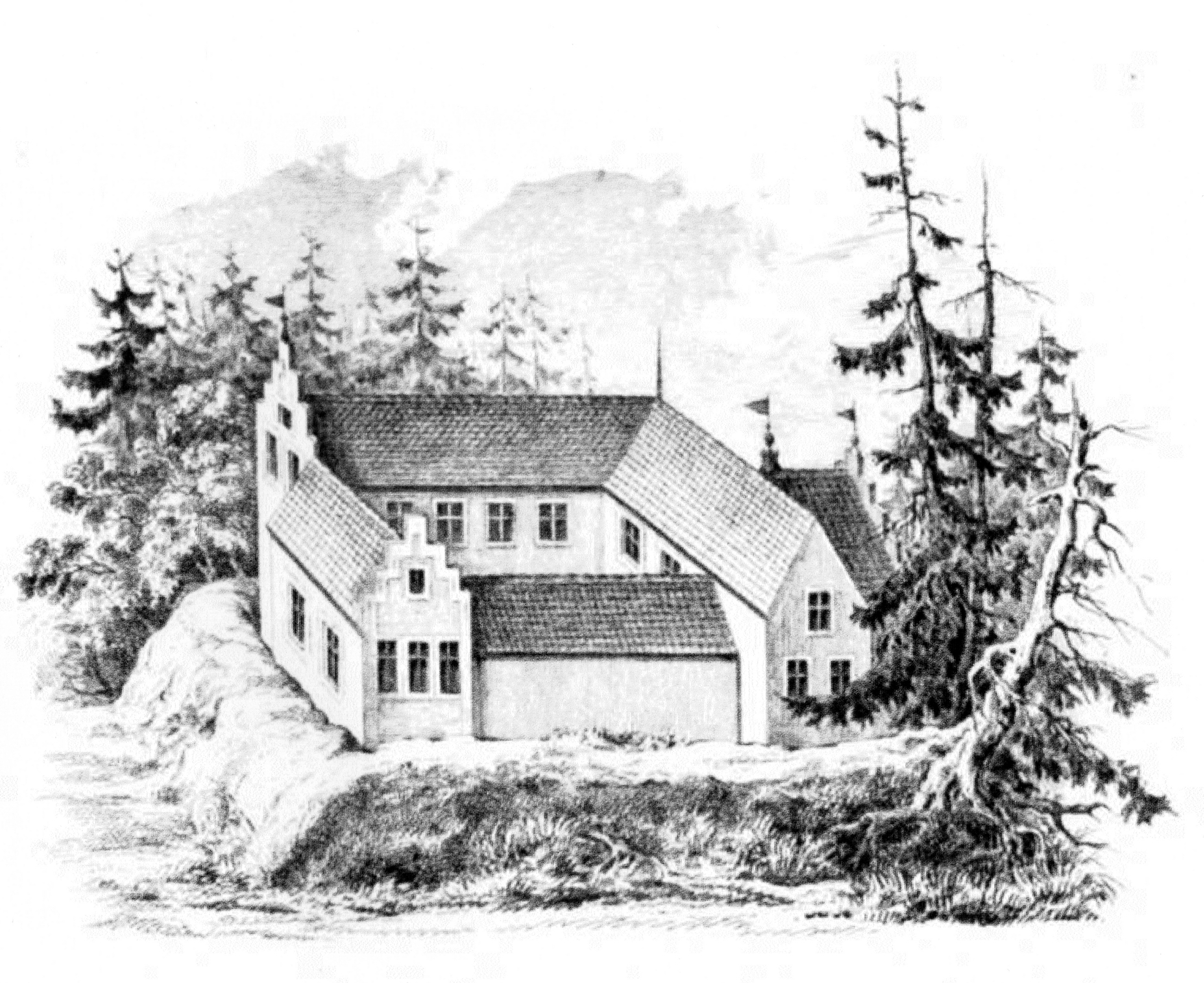
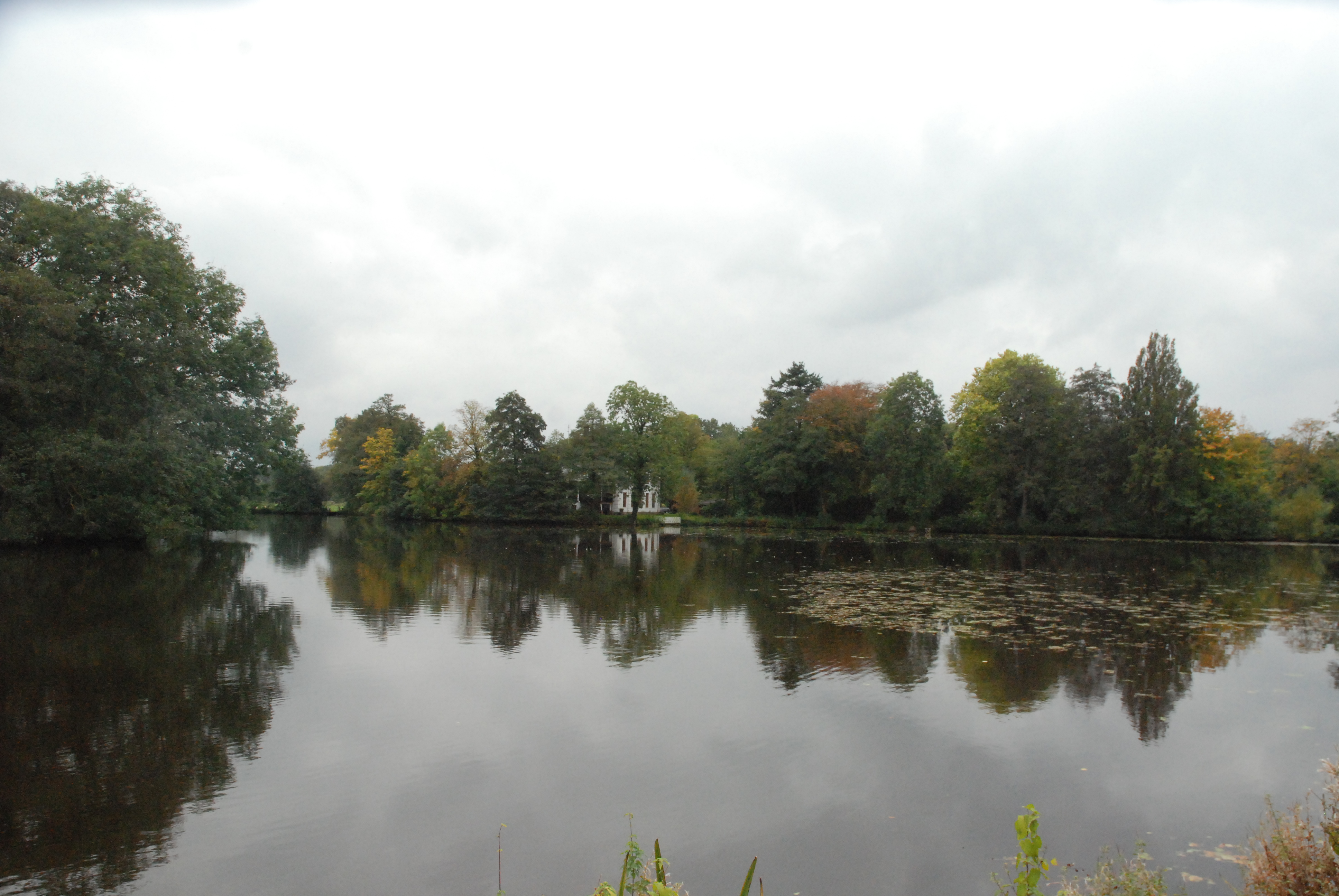
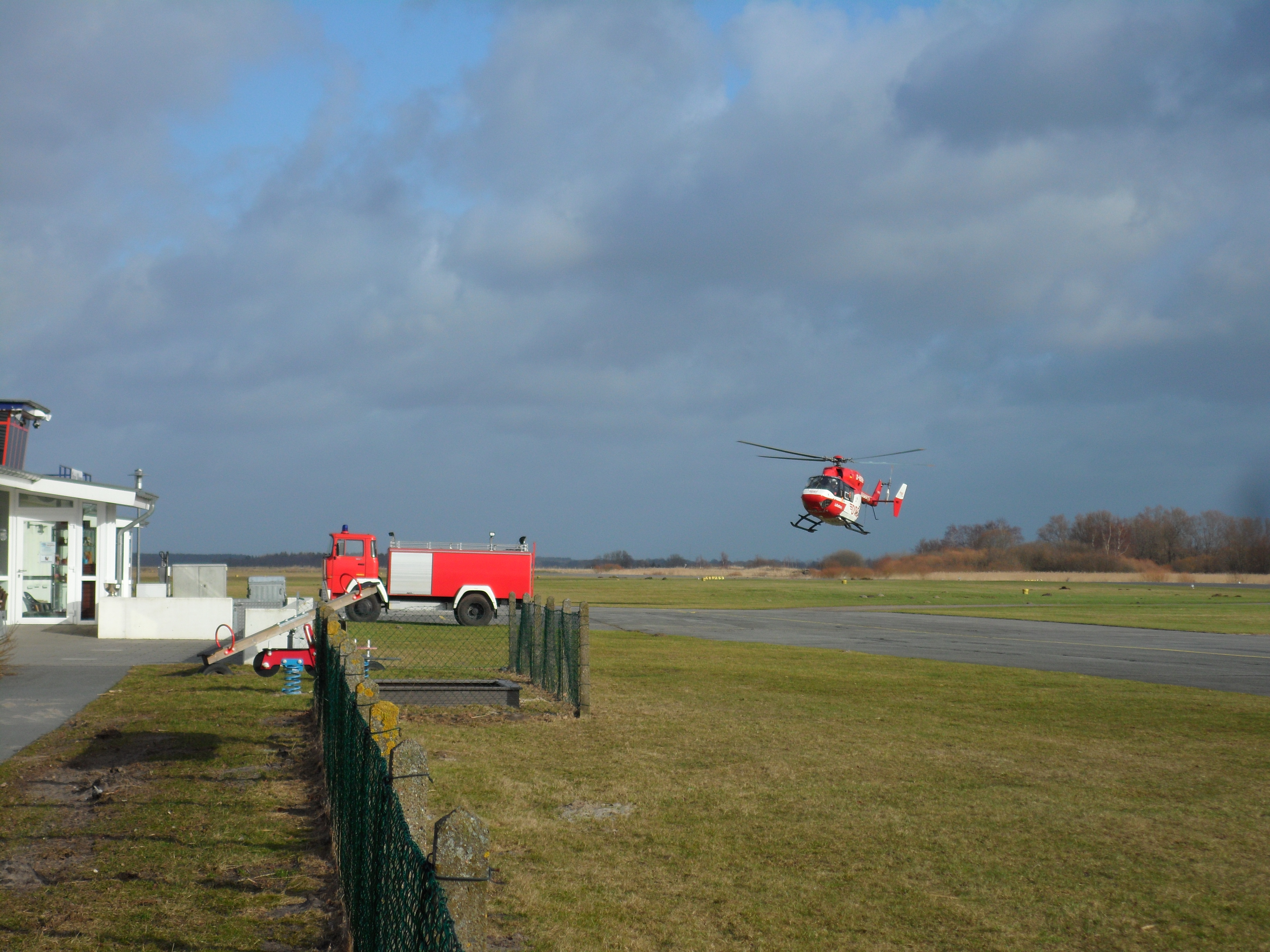
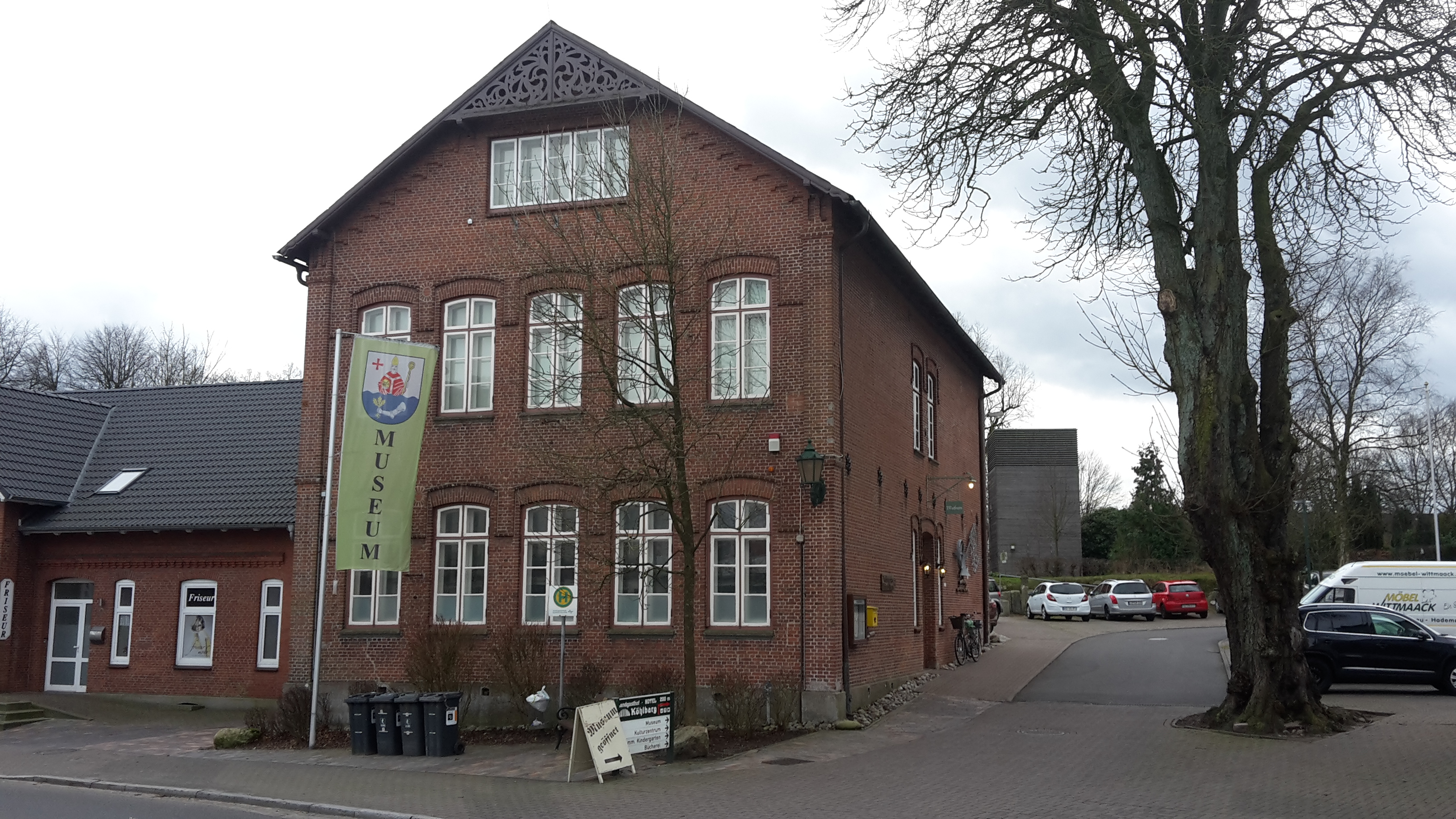
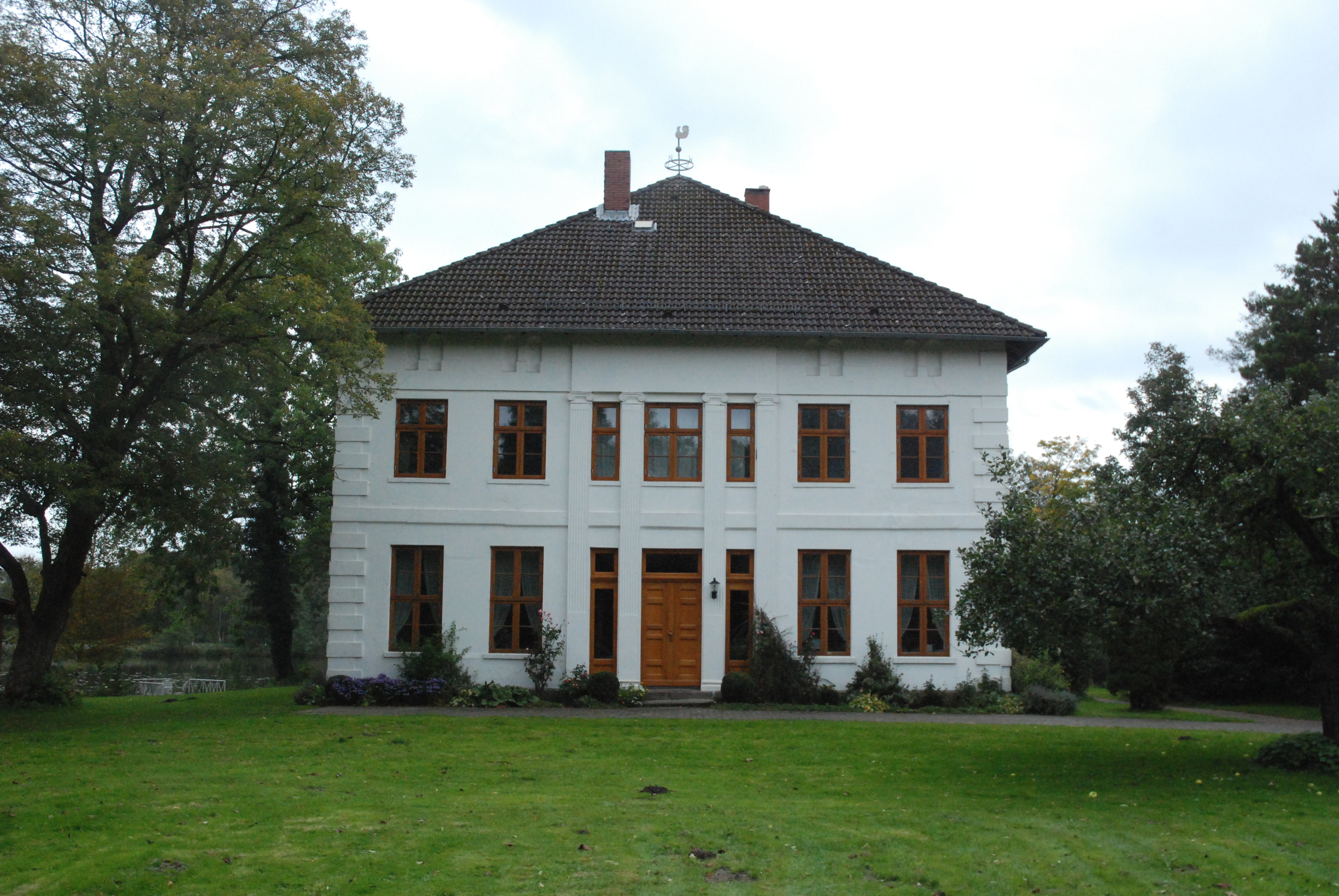
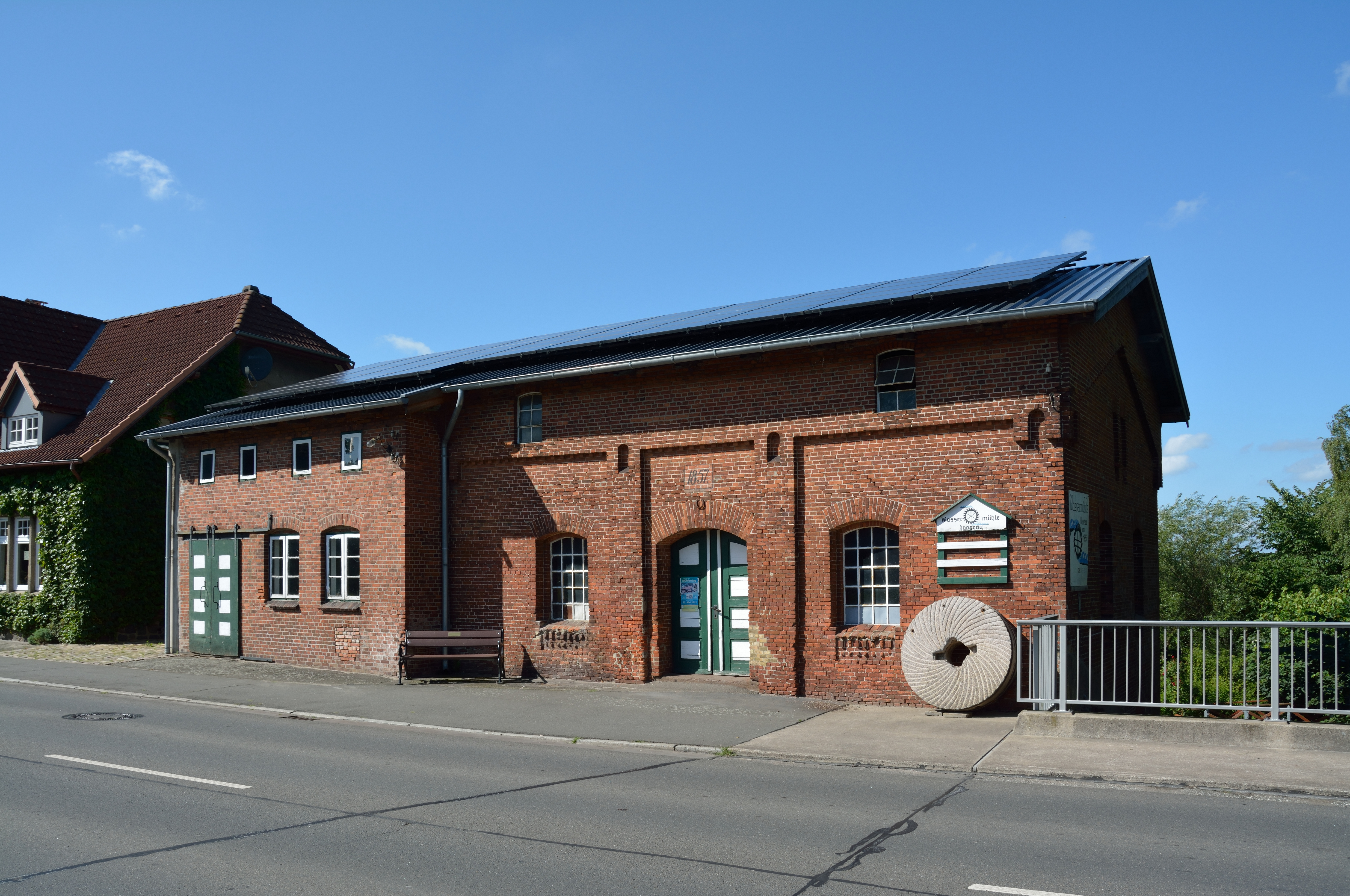